# Ann E. Todd
Ann E. Todd (* 26. August 1931 in Denver, Colorado, als Ann Todd Phillips, verheiratet Ann Basart; † 7. Februar 2020 in Berkeley, Kalifornien) war eine US-amerikanische Kinderdarstellerin.

## Leben und Karriere
Ann Todd wurde als Tochter eines Musikerehepaares geboren, wuchs allerdings bei ihren Großeltern auf. Diese führten sie früh ins Filmgeschäft und ein hofften auf eine Karriere ihrer Enkelin als „zweite Shirley Temple“. Aufgrund ihrer Namensgleichheit mit der Schauspielerin Ann Todd wurde ihrem Namen ein E. hinzugefügt. Mit sechs Jahren gab sie ihr Filmdebüt in einer kleinen Rolle in George Cukors Liebeskomödie Zaza. Schon bald wuchsen ihre Filmauftritte, so hatte sie bereits 1939 eine tragende Nebenrolle als Tochter von Leslie Howard in dem Filmdrama Intermezzo. In den 1940er-Jahren gehörte Todd zu den vielbeschäftigsten Kinderdarstellerinnen Hollywoods; sie spielte unter anderem eine Klassenkameradin von Roddy McDowall in John Fords oscarprämierten Drama Schlagende Wetter (1941) oder das jüngere Ich von Ann Sheridan in der Literaturverfilmung Kings Row (1942). Eine ihrer größten Rollen hatte sie in dem Filmdrama Echo der Jugend aus dem Jahr 1941 mit Claudette Colbert und John Payne.
Auch im Jugendalter konnte sie noch Erfolge verzeichnen, so hatte sie eine der Hauptrollen in dem B-Film Dangerous Years (1947), in dem eine noch unbekannte Marilyn Monroe einen kleinen Auftritt hatte. Für drei Jahre spielte sie bis 1953 in der Fernsehserie The Stu Erwin Show an der Seite des Komikers Stuart Erwin eine Hauptrolle. Bald danach zog sie sich von der professionellen Schauspielerei zurück. Danach arbeitete Todd als Lehrerin und schließlich als Bibliothekarin an der University of California in Berkeley, wo sie zuvor Bibliothekswissenschaften studiert hatte. In Berkeley wurde sie Gründerin sowie Herausgeberin von Cum Notis Variorum, dem Newsletter der Bibliothek, der weit über Berkeley hinaus bekannt wurde. 1984 gründete sie den Verlag Fallen Leaf Letters, in dem sie bis zum Jahr 2000 über 70 Bücher zumeist musikwissenschaftlichen Inhalts publizierte.
Von 1951 bis zu dessen Tod im Jahr 1993 war sie mit dem Musikprofessor Robert Basart verheiratet. Das Paar hatte zwei Kinder. Sie lebte zuletzt im Ruhestand in Nord-Kalifornien und starb 2020 im Alter von 88 Jahren.

## Filmografie (Auswahl)
- 1938: Zaza
- 1939: Der große Bluff (Destery Rides Again)
- 1939: Intermezzo (Intermezzo, a Love Story)
- 1939: Dr. Kildare: Unter Verdacht (Calling Dr. Kildare)
- 1939: Der Henker von London (Tower of London)
- 1940: Hölle, wo ist dein Sieg? (All This and Heaven too)
- 1940: The Blue Bird
- 1940: Treck nach Utah (Brigham Young – Frontiersman)
- 1940: Paul Ehrlich – Ein Leben für die Forschung (Dr. Ehrlich's Magic Bullet)
- 1941: König der Toreros (Blood and Sand)
- 1941: Roman einer Tänzerin (The Men in her Life)
- 1941: Echo der Jugend (Remember the Day)
- 1941: Schlagende Wetter (How Green Was My Valley)
- 1942: Kings Row
- 1942: Mabok, der Schrecken des Dschungels (Beyond the Blue Horizon)
- 1945: Pride of the Marines
- 1945: Eine Frau mit Unternehmungsgeist (Roughly Speaking)
- 1946: Der Jazzsänger (The Jolson Story)
- 1946: My Reputation
- 1947: Dangerous Years
- 1948: Drei kleine Biester (Three Daring Daughters)
- 1950–1953: The Stu Erwin Show (Fernsehserie)
- 1951: Bomba, der Rächer (The Lion Hunters)